# Droits sociaux
Pour l’article homonyme, voir Droit social.
Ne doit pas être confondu avec Droit socialiste.
Les droits sociaux sont des projets d'extension des droits de l'homme qui justifieraient l'intervention de l'État dans l'économie. Ils ont donc pour philosophie de base l'interventionnisme et l'étatisme, voire le socialisme. Selon cette acception, tout individu est en droit de réclamer sinon d'exiger une action effective de l'État ou de la société pour satisfaire ses besoins. D'inspiration socialiste, cette vision correspond à une légitimation des politiques d'intervention de l'État (y compris et surtout dans la variante d'« État-providence »). Certains les qualifient de « droits de l'homme de seconde génération (en) » voire de « droits créances », par rapport aux droits dits politiques consacrés aux libertés individuelles.

## Historique
Les droits sociaux sont d'abord l'ensemble de droits résultants des dispositions législatives ayant trait au droit au travail, aux contrats de travail sur les conditions de travail décent et aux dispositifs sociaux d'assurance.
Le droit à l'éducation, le droit au logement, le droit à l'habillement et le droit à la sécurité sociale ont été élaborés plus récemment. Le Pacte international relatif aux droits économiques, sociaux et culturels, adopté en 1966 par l'Assemblée générale des Nations unies et aujourd'hui intégré à la Charte internationale des droits de l'homme, reconnaît une série de « droits économiques, sociaux et culturels ».
Certains auteurs parlent également de « droits de l'homme de troisième génération (en) » pour désigner le « droit à un environnement sain » ou les droits relatifs à la bioéthique (droit à l'avortement...).

## Critiques
La Conférence mondiale sur les droits de l'homme a critiqué cette distinction entre droits civiques et droits économiques, sociaux et culturels. Dans une proclamation (la Déclaration et programme d'action de Vienne) elle affirme que « tous les droits de l'homme sont universels, indivisibles, interdépendants et intimement liés ».